# 白草村乡
白草村乡，是中华人民共和国河北省张家口蔚县下辖的一个乡镇级行政单位。

## 行政区划
白草村乡下辖以下地区：
白草村、娘子城村、楼子湾村、桦树沟村、河涧渠村、五岔村、泉子涧村、前梁村、西小羊圈村、西细庄村、钟楼村、西户庄村、大酒务头村、小酒务头村、北辛庄村、水峪村、王家梁村、韩家湾村、蒋家梁村、咸周村和烟墩坡村。